# Uttar Bagdogra
Uttar Bagdogra is een census town in het district Darjeeling van de Indiase staat West-Bengalen.

## Demografie
Volgens de Indiase volkstelling van 2001 wonen er 15.772 mensen in Uttar Bagdogra, waarvan 52% mannelijk en 48% vrouwelijk is. De plaats heeft een alfabetiseringsgraad van 75%.